# Wielichowo (Redzikowo)
Wielichowo (deutsch Friedrichsthal) ist ein Dorf im Powiat Słupski (Kreis Stolp) der polnischen Woiwodschaft Pommern.

## Geographische Lage
Die Ortschaft liegt in Hinterpommern, etwa 10 Kilometer nordöstlich von Słupsk (Stolp), 2 ½ Kilometer nordnordöstlich des Dorfkerns von Bruskowo Wielkie (Groß Brüskow) und 113 Kilometer westlich der regionalen Metropole Danzig.

## Geschichte
Vor Ende des Zweiten Weltkriegs war Friedrichsthal ein Ortsteil der Landgemeinde Groß Brüskow im Landkreis Stolp, Regierungsbezirk Köslin, der preußischen Provinz Pommern des Deutschen Reichs.